# Marina Kaye
Marina Dalmas beter bekend als Marina Kaye (Marseille, 9 februari 1998) is een Franse singer-songwriter. Ze is vooral bekend door haar hit "Homeless". In 2014 heeft ze haar ep Homeless uitgebracht, gevolgd door haar album Fearless in 2015.

## Carrière
In 2011 heeft ze de Franse talentenshow La France a un incroyable talent, de Franse versie van het programma ... Got Talent gewonnen. Ze was ten tijde van deze talentenjacht pas 13. In de finale zong ze "Rolling in the Deep" en "Set Fire to the Rain" van Adele en "Firework" van Katy Perry. 
In 2012 had ze een rol in de Franse musicalkomedie Adam et Ève: La Seconde Chance. Rond deze tijd heeft ze ook materiaal online gezet als een voorbereiding op haar eerste album. In 2012 deed ze de openingsact voor Thirty Seconds to Mars en in 2014 voor Lindsey Stirling tijdens concerten in Frankrijk, verder had Kaye gastoptredens op Juste pour rire festival in Montreal.
Haar doorbraak in eigen land kwam pas later met haar single "Homeless" van haar ep Homeless. De single stootte door naar de top van de Franse Single Charts.
Op 18 mei 2015 bracht ze haar album Fearless uit.

## Discografie

### Albums
| Jaar | Album    | Hoogste notering | Hoogste notering | Hoogste notering | Opmerkingen |
| Jaar | Album    | FR               | BE (Wa)          | Zwi              | Opmerkingen |
| ---- | -------- | ---------------- | ---------------- | ---------------- | ----------- |
| 2015 | Fearless | 3                | 23               | 25               |             |
| 2017 | Explicit |                  |                  |                  |             |

### Ep's
- 2014: Homeless

### Singles
| Jaar | Lied       | Hoogste notering | Hoogste notering | Hoogste notering | Opmerkingen | Album / ep                           |
| Jaar | Lied       | FR               | BE (Wa)          | Zwi              | Opmerkingen | Album / ep                           |
| ---- | ---------- | ---------------- | ---------------- | ---------------- | ----------- | ------------------------------------ |
| 2015 | "Homeless" | 1                | 24               | 39               |             | Homeless Later ook op album Fearless |

## Privé
Op 12 augustus 2023 huwde ze met haar partner.